# Districtul Aïn Oulmene
Aïn Oulmene este un district din provincia Sétif, Algeria.